# Luz Mila Quiñones
Luz Mila Quiñones ( n. 1964 ) es una bióloga y botánica colombiana. Desarrolla actividades académicas como profesora de la Universidad de los Llanos.

## Algunas publicaciones

### Libros
- luz Mila Quiñones. 2001. Diversidad de la familia Melastomataceae en la Orinoquia Colombiana. Volumen 15 de Biblioteca José Jerónimo Triana. Editor Universidad Nacional de Colombia, Instituto de ciencias naturales, 126 pp.

- josé Celestino Mutis, Luz Mila Quiñones. 1997a. Flora de la Real Expedición Botánica del Nuevo Reino de Granada [(1783-1816)]: Cesalpiniáceas / determinaron las láminas y red. los textos Luz Mila Quiñones, Enrique Forero ; il. Pedro Advíncula de Almanza... [et al.] Volumen 22 de Flora de la Real Expedición Botánica del Nuevo Reino de Granada [(1783-1816)], José Celestino Mutis. Editor Ed. Cultura Hispánica, 56 pp.

- enrique Forero, luz Milá Quiñones, josé celestino Mutis. 1997b. Cesalpináceas. Volumen 20, Página 2 de Flora de la real expedición botánica del Nuevo Reino de Granada : publicada bajo los auspicios de los gobiernos de España y de Colombia y merced a la colaboración entre los Institutos de Cultura Hispánica de Madrid y Bogotá / promovida y dir. por José Celestino Mutis. Editor Ed. de Cultura Hispánica, 53 pp.

- La abreviatura «Quiñones» se emplea para indicar a Luz Mila Quiñones como autoridad en la descripción y clasificación científica de los vegetales.[1]